# Адам Сен-Викторский
Ада́м Сен-Викто́рский (лат. Adam a Sancto Victore, фр. Adam de Saint-Victor; конец XI в. — 1146) — французский поэт, автор гимнов и секвенций на латинском языке; монах-августинец.
Известен также под прозвищем Бретонец. Учился в Париже. Каноник парижского аббатства Сен-Виктор (орден августинцев), куда поступил около 1130. Возможно, ученик Гуго Сен-Викторского.
Первое упоминание о нём, обнаруженное в архивах собора Нотр-Дам, относится к 1098 году, где Адам служил первым иподиаконом, а затем прецентором (лат. praecentor). Он удалился из собора в аббатство Сен-Викто́р (в те времена — на окраине Парижа) предположительно в 1133 году и оставался в нём до конца жизни. По всей видимости, Адам был известен в кругу тогдашних богословов, поэтов и музыкантов.
По своему содержанию поэзия Адама Сен-Викторского — литургическая, наисана в традициях аллегорического истолкования Священного Писания. Наиболее известные его стихи — секвенции на праздник Святой Троицы и на Пасху, на праздник Поклонения Кресту («Laudes Crucis attollamus»), о святом Стефане Первомученике и ряд секвенций, посвящённых Пресвятой Деве Марии, самая знаменитая из которых — «Salve mater salvatoris».
Тридцать семь его стихотворений были опубликованы католическими богословами в XVI веке, остальные семьдесят после Французской революции были переданы в Национальную библиотеку и впервые изданы в Париже в 1858 году.
Стихи и музыка секвенций Адама (всего около 50) не содержат прямой авторской атрибуции, то есть переданы анонимно. В певческой книге середины XIII в. из библиотеки аббатства Сен-Виктор (ныне в Парижской национальной библиотеке, сигнатура F-Pn lat. 14452), содержащей 72 секвенции, число мелодий намного меньше, чем число текстов (на одну и ту же мелодию распеваются разные стихи; см. Контрафактура), что затрудняет суждение о какой-либо «авторской индивидуальности», не позволяет выделить специфику музыкального стиля.